# Thelypteris hastata
Thelypteris hastata är en kärrbräkenväxtart som först beskrevs av Fée, och fick sitt nu gällande namn av George Richardson Proctor. Thelypteris hastata ingår i släktet Thelypteris och familjen Thelypteridaceae. Inga underarter finns listade.